# Theodore (Alabama)
Theodore é uma Região censo-designada localizada no estado americano de Alabama, no Condado de Mobile.

## Demografia
Segundo o censo americano de 2000, a sua população era de 6811 habitantes.

## Geografia
De acordo com o United States Census Bureau, a localidade tem uma área de 30,9 km², sem área coberta por água. Theodore localiza-se a aproximadamente 19 m acima do nível do mar.

## Localidades na vizinhança
O diagrama seguinte representa as localidades num raio de 32 km ao redor de Theodore.